# Huining Fu
Huining Fu (en chino: 会宁府) fue una prefectura de la región Shangjing de Manchuria. Sirvió como la primera capital superior de la Dinastía Jin entre 1122 a 1234 (y fue la capital secundaria después de 1173).
Las ruinas de la ciudad fueron descubiertas y excavadas en Acheng en lo que actualmente es la provincia de Heilongjiang de la República Popular de China, a unos 2 km de la zona urbana central de Acheng. El sitio de las ruinas es una reserva histórica nacional, e incluye un museo abierto al público, renovado a finales de 2005. Muchos de los artefactos encontrados allí se exhiben en las cercanías de Harbin.